# Scott Macartney
Pour les articles homonymes, voir Macartney.
Scott Macartney (né le 19 janvier 1978) est un skieur alpin américain.

## Coupe du Monde
- Meilleur classement final: 42e en 2006.
- Meilleur résultat: 2e.